# Carmen Lopăzan
Carmen Lopăzan (n. 1 iulie 1980, București, România) este o actriță de film, scenă, televiziune și voce română, trainer și liber profesionist.

## Biografie
A absolvit UNATC I.L. Caragiale, secția Arta actorului, în anul 2002. Ca actriță a colaborat cu Teatrul Nottara, Teatrul de Comedie și Teatrul Național și făcându-și apariția în filmele: „Marți, dupa Crăciun”, „Cealaltă Irina”, „Camelia” și serialul de televiziune „La urgență“. A mai dublat vocea personajelor din desene animate: Ever After High, Dădaca Pruna, Steven Universe, ICarly, etc.

## Filmografie
- Marilena (2008)
- Camelia[8] - Regia: Marian Crișan
- Marți după Crăciun[9] - Regia: Radu Muntean
- Cealaltă Irina[10][11] - Regia: Andrei Gruzsniczki
- Carmen [12]- Regia: Doru Nitescu
- Pana[13] - Regia: Răzvan Ghițeanu
- La urgență - Regia: Andrei Zincă
- Traseu[14]

## Dublaje
- Un show obișnuit
- Uimitoarea lume a lui Gumball
- Elevi Interdimensionali Zero
- My little pony: Filmul
- Cum să evadezi de pe Pământ[15]
- Barbie în tabăra de muzică[16]
- Lego Ninjago: Maestrii Spinjitzului
- ICarly
- Mako Mermaids
- Spioanele
- Regele Shaman
- Copiii de la 402
- Tutenstein
- Winx Club
- Steven Univers